# 天主教馬塔加爾帕教區
天主教馬塔加爾帕教區（拉丁語：Dioecesis Matagalpensis）是尼加拉瓜一個羅馬天主教教區，屬馬那瓜總教區。
教區成立於1962年7月21日，位於馬塔加爾帕省。2004年有教友480,000人，佔轄區總人口96.0%。教區下轄十五個堂區、廿七名司鐸。現任教區主教為羅納爾多·若瑟·阿爾瓦雷斯·拉戈斯。